# Fullblodshäst

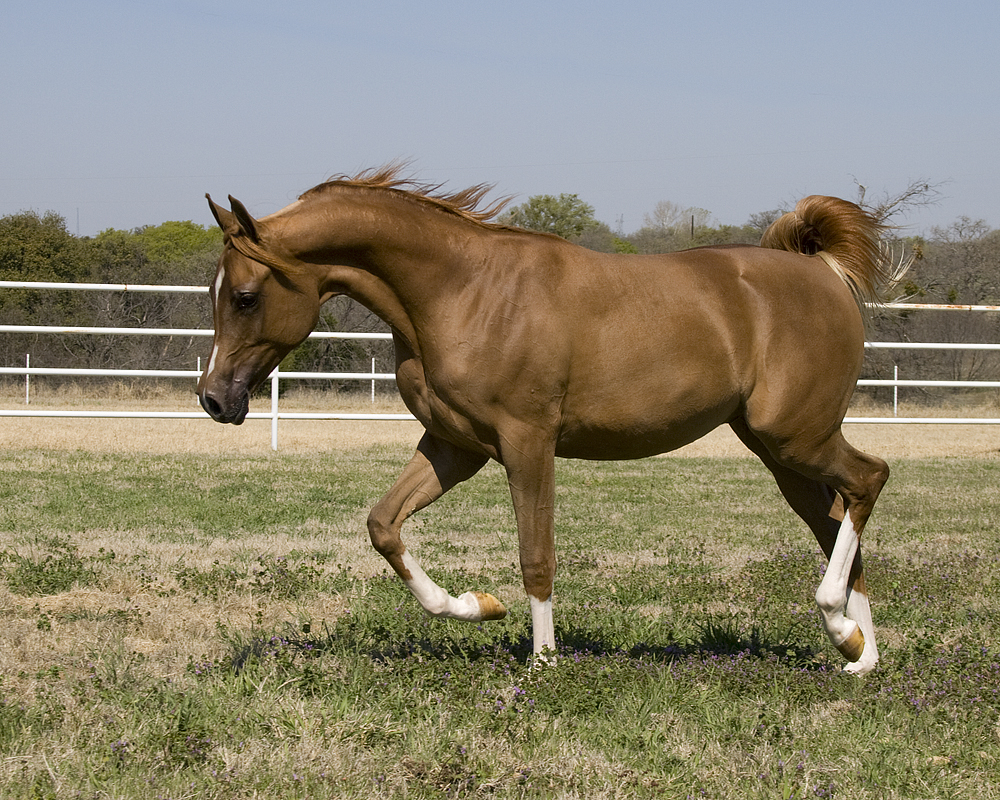
Det arabiska fullblodet är en typisk fullblodshäst som influerat många av dagens moderna hästraser.

Fullblodshäst är en av de fyra blodstyper som man använder för att kategorisera hästar. Flera hästraser ingår i begreppet.
Fullblodshästar brukar ha rykte om sig att vara väldigt temperamentsfulla och svårhanterliga men har ansetts som de vackraste hästarna i världen och användes mycket för att förädla många av dagens varmblodshästar och halvblodshästar. Även vissa kallblodshästar har blivit influerade av fullbloden.
För att räknas som fullblodshäst måste hästarna uppvisa en näst intill perfekt renrasighet. De två mest framträdande fullbloden är det arabiska fullblodet och det engelska fullblodet där araben har använts till att utveckla hästar i flera tusen år. Det engelska fullblodet är bland annat ett resultat av avel på tre arabhingstar.

## Fullblodets karaktär

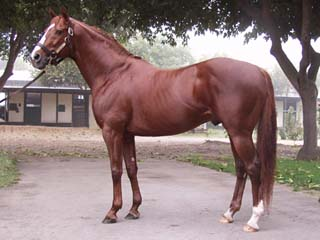
Benämningen Fullblod brukar stå för det engelska fullblodet, världens snabbaste hästras (snabbast på en engelsk kvartsmil är dock quarterhästen) som utvecklats ur det arabiska fullblodet.

Fullblodet har ett rykte om sig att vara svårriden och temperamentsfull och kräver oftast rutinerade ryttare. Men det finns många fullblod som är lugna i sinnet. De mest kända fullbloden är det engelska fullblodet och det arabiska fullblodet. Båda raserna har använts för att förädla många raser och för att ge uthållighet, vackra linjer och snabbhet. Det engelska fullblodet är världens snabbaste häst och används mycket i kapplöpning men även i dressyr, banhoppning och fälttävlan. Det arabiska fullblodet är en av de äldsta hästraserna i världen och anses även vara den ädlaste och vackraste hästen med sina fina drag.
Fullblod karaktäriseras oftast av smal och atletisk exteriör, fina huvuden och smala, långa ben. Dock kan det variera väldigt mycket bland raserna. Berberhästen som är en fullblodshäst från norra Afrika har ett mindre ädelt utseende med större kroppsmassa, stort huvud och utåtbuktande nosprofil medan araben kännetecknas av en smal exteriör, litet huvud med inåtbuktande nosprofil. Det engelska fullblodet har däremot ett mer alldagligt huvud med rak nosprofil och en medelkraftig, muskulös exteriör.

## Fullblodshästens historia
Bland de ädla hästarna intar araberna hedersrummet och stamträdet för dessa räknas enligt legenden tillbaka till Muhammeds favoritston. Till Europa kom de äkta arabiska hästarna tidigt. De bästa av dem hade morerna i Spanien; senare drogs de ädlaste djuren fram i England. Där har man fört noggranna stamtavlor över hästarna sedan Karl II:s tolv berbiska ston och berberhingsten Godolphin, arabiska hingsten Darley och turkomanska hingsten Byerley.

## Källa och fotnoter
1. ↑  Hästen i Friedrich Georg Wieck, Uppfinningarnas bok (1873–1875), del 3: Tillgodogörandet af råämnena